# ابواسحاق زیادی
ابواسحاق، ابراهیم بن سفیان زِیادی (؟ -۸۶۳م) ادیب، زبان‌شناس، نویسنده و شاعر عراقی بود. او در دانایی به شعر و معانی آن همانند اصمعی کرده‌اند. زیادی همچنین به شوخی‌گری و مزاح شهرت داشت. النقط و الشکل (نقطه‌ها و شکل‌ها)، الأمثال، تنمیق الأخبار، أسماء السحاب و الریاح والأمطار (نام‌های ابرها، بادها و باران‌ها) و شرح نکت کتاب سیبویه از آثار اوست.